# Down in It
«Down in It» (в переводе с англ. — «На самом дне») — дебютный сингл американской индастриал-рок-группы Nine Inch Nails, третий трек на их дебютном студийном альбоме Pretty Hate Machine; также первая законченная песня NIN, написанная её лидером Трентом Резнором. Сингл был выпущен 15 сентября 1989 года на грампластинках формата 12"; промоиздание «Down in It» было выпущено на компакт-кассетах. Уже после успеха Pretty Hate Machine сингл был выпущен на CD. «Down in It» является дебютным релизом NIN, в системе нумерации Halo он носит номер Halo 1.

## Обзор

### Информация о песне
По словам Трента Резнора, «Down in It» была написана под влиянием песни «Dig It» канадской группы Skinny Puppy. Композиция Nine Inch Nails повествует о потере смысла жизни; позднее группа вернулась к этой теме в песне «Only» с альбома With Teeth, которая во многом схожа по содержанию с «Down in It», в частности, в «Only» также говорится о неопределённости, неуверенности человека. Кроме того, обе композиции имеют похожие слова и речевые обороты, например в «Down in It» есть строчка «Just then a tiny little dot caught my eye» (в переводе с англ. — «Просто потом я заметил некую маленькую точку»), в то время как в «Only» присутствует строка «Well, the tiniest little dot caught my eye» (в переводе с англ. — «Крошечная точечка привлекла мой взгляд»).
В начале 1990-х годов песня «Down in It», с незначительно изменённой музыкой и искажённым голосом Резнора, была использована в рекламе энергетического напитка Gatorade, без ведома и согласия представителей NIN. В 1993 году Трент Резнор подал в суд на The Gatorade Company, Inc, обвинив компанию в незаконном использовании песни в рекламе напитка.
Примерно в одно время с релизом сингла, группа под фонограмму исполнила «Down in It» в эфире музыкальной телепрограммы Dance Party USA. Видео выступления было выложено на YouTube в 2012 году. В Твиттере Трент Резнор по поводу видео написал, что участники NIN были заинтересованы в выступлении в Dance Party USA только для того, чтобы появиться на телевидении.
Композиция «Down in It» пользуется популярностью среди фанатов Nine Inch Nails; группа включала её в трек-лист всех концертных туров, за исключением Lights in the Sky и Tension. Песня неоднократно исполнялась и другими артистами, например, кавер-версии «Down in It» создали известные музыканты Tiga и Саша.
В 2015 году сингл вошёл в состав бокс-сета Halo I—IV.

### Мнения критиков
Кристианом Хьюи, обозревателем сайта Allmusic, сингл был оценён в 1.5 звезды из возможных 5. По его мнению созданные ремиксы «Down in It» во многом уступают оригинальной версии песни. Также Хьюи добавил, что «Down In It» как сингл «совершенно лишний [в дискографии группы] и важный только для коллекционеров NIN».

## Видеоклип
Клип на песню (который, как и сингл, стал дебютным в карьере группы) был снят Эриком Циммерманом и Бенджамином Стоуксом (они же сняли и следующий клип на «Head Like a Hole») в Чикаго и был выпущен в эфир MTV в сентябре 1989 года. В видео Резнор бежит на крышу склада, пока участники его концертной команды Ричард Патрик и Крис Вренна следуют за ним.
Первоначально видеоклип должен был заканчиваться намёком на самоубийство героя Резнора (для этого его лицо было покрыто кукурузным крахмалом); для показа видеоклипа на MTV эти кадры были вырезаны. Также Циммерман и Стоукс для съёмки вышеупомянутых кадров использовали камеру, привязанную к воздушному шару, который был, в свою очередь, привязан веревкой к крыше склада. Однако, спустя минуту после начала съёмки, верёвка разорвалась, и шар вместе с камерой улетел в воздух и пролетел 200 миль, после чего камера была найдена фермером в штате Мичиган и передана в полицию, которая, сделав предположение на наличие снаффа в отснятом материале, передала её в ФБР, которое, идентифицировав человека, появившегося в концовке, как Резнора, начало расследование, прекращённое после того, как менеджер Резнора заявил, что последний жив, а видеоклип не имеет отношения к криминалу или сатанизму. Позднее сюжет про произошедший инцидент был показан в выпуске передачи Hard Copy за 3 марта 1991 года.
В 1997 году клип был выпущен в составе видеоальбома Closure. В 2005 видео вошло в промосборник Collected.

## Список композиций
| №  | Название             | Ремикширование            | Длительность |
| -- | -------------------- | ------------------------- | ------------ |
| 1. | «Down in It» (Skin)  | Эдриан Шервуд, Кит Леблан | 3:48         |
| 2. | «Down in It» (Shred) | Шервуд, Леблан            | 6:56         |
| 3. | «Down in It» (Singe) | Шервуд, Леблан            | 7:03         |

| №  | Название                     | Ремикширование     | Длительность |
| -- | ---------------------------- | ------------------ | ------------ |
| 1. | «Down in It» (Skin)          | Шервуд, Леблан     | 3:48         |
| 2. | «Terrible Lie» (Sympathetic) | Флад, Трент Резнор | 4:26         |
| 3. | «Down in It» (Shred)         | Шервуд, Леблан     | 6:56         |
| 4. | «Down in It» (Singe)         | Шервуд, Леблан     | 7:03         |
| 5. | «Terrible Lie» (Empathetic)  | Флад, Резнор       | 6:11         |
| 6. | «Down in It» (Демоверсия)    | Резнор             | 3:55         |

Комментарии
1. ↑  Версия песни, включенная в альбом Pretty Hate Machine.

## Участники записи
- Трент Резнор — вокал, аранжировка, программинг, продюсирование, цифровое редактирование, инжиниринг;
- Марк «Флад» Эллис — инжиниринг;
- Кит ЛеБлан[англ.] — инжиниринг, продюсирование;
- Эдриан Шервуд[англ.] — инжиниринг, сведение, продюсирование;
- Киннан Китинг — инжиниринг;
- Гэри Талпес[англ.] — дизайн обложки.

## Позиции в чартах
| Чарт (1989)                        | Высшая позиция |
| ---------------------------------- | -------------- |
| Hot Modern Rock Tracks             | 16             |
| Hot Dance Music/Club Play          | 16             |
| Hot Dance Music/Maxi-Singles Sales | 20             |